# Stretto della Kamčatka
Lo stretto della Kamčatka (russo Камчатский пролив) è un braccio di mare che separa l'omonima penisola dall'isola di Bering (Isole del Commodoro) e collega il mare di Bering, a nord, con l'Oceano Pacifico a sud. Lo stretto della Kamčatka è largo 191 km e lungo 150 km. Attraverso lo stretto passa la fossa delle Curili e quindi la profondità massima tocca i 4.420 m. Nella parte occidentale, nel golfo della Kamčatka, raggiunge i 3.500, mentre a est, vicino all'isola di Bering, è di 200 m.